# Ali Saïdi-Sief
Ali Saïdi-Sief (arabisch علي سعيدي سياف, DMG ʿAlī Saʿīdī Siyāf; * 15. März 1978 in Constantine) ist ein algerischer Mittel- und Langstreckenläufer.
Bei den Afrikameisterschaften gewann er 1998 Bronze über 1500 Meter und 2000 Gold über 5000 Meter.
Seinen größten Erfolg feierte Saïdi-Sief bei den Olympischen Spielen 2000 in Sydney. Hinter dem Äthiopier Million Wolde errang er die Silbermedaille über 5000 Meter.
Bei den Weltmeisterschaften 2001 in Edmonton gewann er zunächst im 5000-Meter-Lauf erneut die Silbermedaille. Als er nach seinem Wettkampf positiv auf das Steroid Nandrolon getestet wurde, erkannte ihm der Weltleichtathletikverband die Medaille wieder ab und sperrte ihn für zwei Jahre.
Nach seiner Dopingsperre nahm Saïdi-Sief 2004 erneut an den Olympischen Spielen in Athen teil und feierte mit dem zehnten Platz über 5000 Meter ein erfolgreiches Comeback. Bei den Weltmeisterschaften 2005 in Helsinki wurde er über diese Strecke Fünfter.